# Ensemble Clément Janequin
El Ensemble Clément Janequin es un grupo francés de música antigua fundado en 1978, en París, por su director Dominique Visse.  Están especializados en la interpretación a capela de la música del Renacimiento, de compositores como Clément Janequin, Josquin Des Prés, Orlando di Lasso o Claude Le Jeune.

## Discografía
Álbumes originales:
- 1982 - Paschal de l'Estocart: Octonaires de la vanité du monde. Harmonia Mundi 1901110.
- 1982 - Les Cris de Paris. Chansons de Janequin et Sermisy. Harmonia Mundi HMA 195 1072.
- 1983 - Janequin: Le chant des Oyseaulx. Harmonia Mundi HMC 90 1099.
- 1984 - Anthoine de Bertrand: Amours de Ronsard. Harmonia Mundi 1901147.
- 1985 - Fricassée Parisienne. Chansons de la Renaissance française. Harmonia Mundi HMA 195 1174.
- 1985 - Le Jeune: Meslanges. Ensemble Clément Janequin y Ensemble Les Eléments. Harmonia Mundi 1901182.
- 1986 - Josquin: Missa Pange lingua. Ensemble Clément Janequin y Ensemble Organum. Harmonia Mundi HMC 90 1239.
- 1986 - Psaumes du XVIème. Centre de musique ancienne Genève, Ensemble Clément Janequin y Ensemble Les Eléments. Cascavelle 1001.
- 1987 - Schütz: Die sieben Worte Jesu Christi am Kreutz. Ensemble Clément Janequin y Les Saqueboutiers de Toulouse. Harmonia Mundi 1951255.
- 1988 - Janequin: La Chasse et autres chansons. Harmonia Mundi HMC 90 1271.
- 1988 - Josquin Desprez: Adieu mes amours - Chansons. Ensemble Clément Janequin y Ensemble Les Eléments. Harmonia Mundi HMA 195 1279.
- 1989 - Pierre de la Rue: Missa L'homme armé - Requiem. Harmonia Mundi HMA 195 1296.
- 1991 - Les Plaisirs du Palais. Chansons à beire de la Renaissance. Harmonia Mundi 901729.
- 1991 - Lassus: Chansons & Morescas. Harmonia Mundi HMA 195 1391.
- 1992 - Banchieri: Barca di Venetia per Padova. Harmonia Mundi 901281.
- 1993 - Vecchi: L'Amfiparnaso. Harmonia Mundi HMA 195 1461.
- 1993 - Chansons sur des poèmes de Ronsard. Harmonia Mundi 1951491.
- 1994 - Une Fête chez Rabelais. Chansons et pièces instrumentales. Harmonia Mundi HMX 298 1453.
- 1995 - Janequin: Messes. La Bataille / L'Aveuglé Dieu. Harmonia Mundi HMA 190 1536.
- 1996 - Le Jeune: Missa Ad Placitum - Magnificat. Harmonia Mundi 901607.
- 1997 - Canciones y Ensaladas. Chansons et pièces instrumentales du Siècle d'Or. Harmonia Mundi HMC 90 1627.
- 1998 - Psaumes et Chansons de la Réforme. Harmonia Mundi HMC 90 1672.
- 2003 - Brumel: Missa "Et ecce terrae motus. Ensemble Clément Janequin y Les Sacquboutiers de Toulouse. Harmonia Mundi 901738.
- 2004 - Sermisy: Leçons de Ténèbres. Harmonia Mundi  HMX 2901131.
- 2005 - Autant en emporte le vent. Claude Le Jeune: Chansons. Harmonia Mundi HMC 90 1863.
- 2009 - L'écrit du cri. Harmonia Mundi HMC 902028

Álbumes recopilatorios:
- 1996 - Chansons de la Renaissance. Harmonia Mundi 290838.40 (3 CD). . Es una caja de 3 CD que contiene las grabaciones: Janequin: Le Chant des Oiseaulx, Josquin: Adieu mes amours - Chansons y Un Fête chez Rabelais.
- 1997 - Comédies Madrigalesques. Harmonia Mundi 90856.85 (3 CD). . Es una caja de 3 CD con los discos: Vecchi: L'Amfiparnaso, Banchieri: Barca di Venetia per Padova y Lassus: Chansons & Moresche.